# Všepadly
Všepadly (deutsch Schepadl) ist eine Gemeinde in Tschechien. Sie liegt acht Kilometer nordöstlich von Kdyně und gehört zum Okres Domažlice.

## Geographie
Všepadly befindet sich linksseitig des Baches Merklínka in der Chudenická vrchovina. Südlich des Dorfes liegt der Teich Všepadelský rybník. Nördlich erheben sich der Kozí vrch (495 m) und der Holý vrch (524 m), im Osten der U Školy (549 m), südöstlich der Všepadelský Škarman (523 m), die Vyhlídka (626 m) und der Velký Kouřim (642 m), im Süden die Hůrka (528 m) und der U Linharta (634 m), westlich der U Vlčí jámy bzw. Kněžská hůrka (658 m) und die Pupky (556 m) sowie im Nordwesten die Velká skála (650 m) und die Zelená čepice (618 m).
Nachbarorte sind Vítkovice, Příkřice und Koloveč im Norden, Chocomyšl, Únějovice und Chudenice im Nordosten, Langův Mlýn, Lučice, Bezpravovice und Košenice im Osten, Pušperk, Zdeslav und Černíkov im Südosten, Stará Ves, Luh und Mezholezy im Süden, Němčice und Úboč im Südwesten, Stanětice, Hříchovice und Brandýs im Westen sowie Svatý Petr, Hradiště und Kanice im Nordwesten.

## Geschichte
Die erste schriftliche Erwähnung von Všepadly erfolgte im Jahre 1379 als Teil der Burgherrschaft Herštýn. Břetislav, ein Sohn des Půta Švihovský von Riesenberg, verkaufte die Herrschaft Herštýn 1534 für 2350 Schock Groschen an die Stadt Taus. Da die Burg unbewohnbar geworden war, diente seit 1538 die Feste Únějovice als Verwaltungssitz. Wegen der Teilnahme der Stadt am Ständeaufstand gegen die Habsburger wurden ihre Güter 1547 von der Hofkammer konfisziert. Zwei Jahre später erwarb der Karlsteiner Burggraf Sebastian Markvart von Hrádek die Herrschaft Herštýn mit der wüsten Burg für 900 Schock Groschen. 1626 wurde die mit Únějovice vereinigte Herrschaft Herštýn an die Herrschaft Bystřice nad Úhlavou angeschlossen. 1711 erwarben die Grafen Czernin von und zu Chudenitz die Güter und schlugen sie der Herrschaft Chudenitz zu. Bis zur Mitte des 19. Jahrhunderts blieb Všepadly der Herrschaft Chudenitz untertänig.
Nach der Aufhebung der Patrimonialherrschaft bildete Šepadly/Schepadl ab 1850  eine Gemeinde im Klattauer Kreis und Gerichtsbezirk Neugedein. Ab 1868 gehörte die Gemeinde zum Bezirk Taus. Seit 1924 führt die Gemeinde den Namen Všepadly. Zwischen 1980 und 1990 war Všepadly nach Koloveč eingemeindet.

## Gemeindegliederung
Für die Gemeinde Všepadly sind keine Ortsteile ausgewiesen. Zu Všepadly gehören die Einschichten Langův Mlýn und Košenice (Koschenitz).

## Sehenswürdigkeiten
- Kapelle des hl. Wenzel auf dem Dorfplatz, erbaut 1775
- Kapelle der Jungfrau Maria auf der Anhöhe südwestlich des Dorfes
- Burgruine Netřeb bzw. Nový Rýzmberk nordwestlich des Dorfes
- Naturdenkmal Netřeb
- Burgstätte Ruchomperk auf dem Velký Kouřim

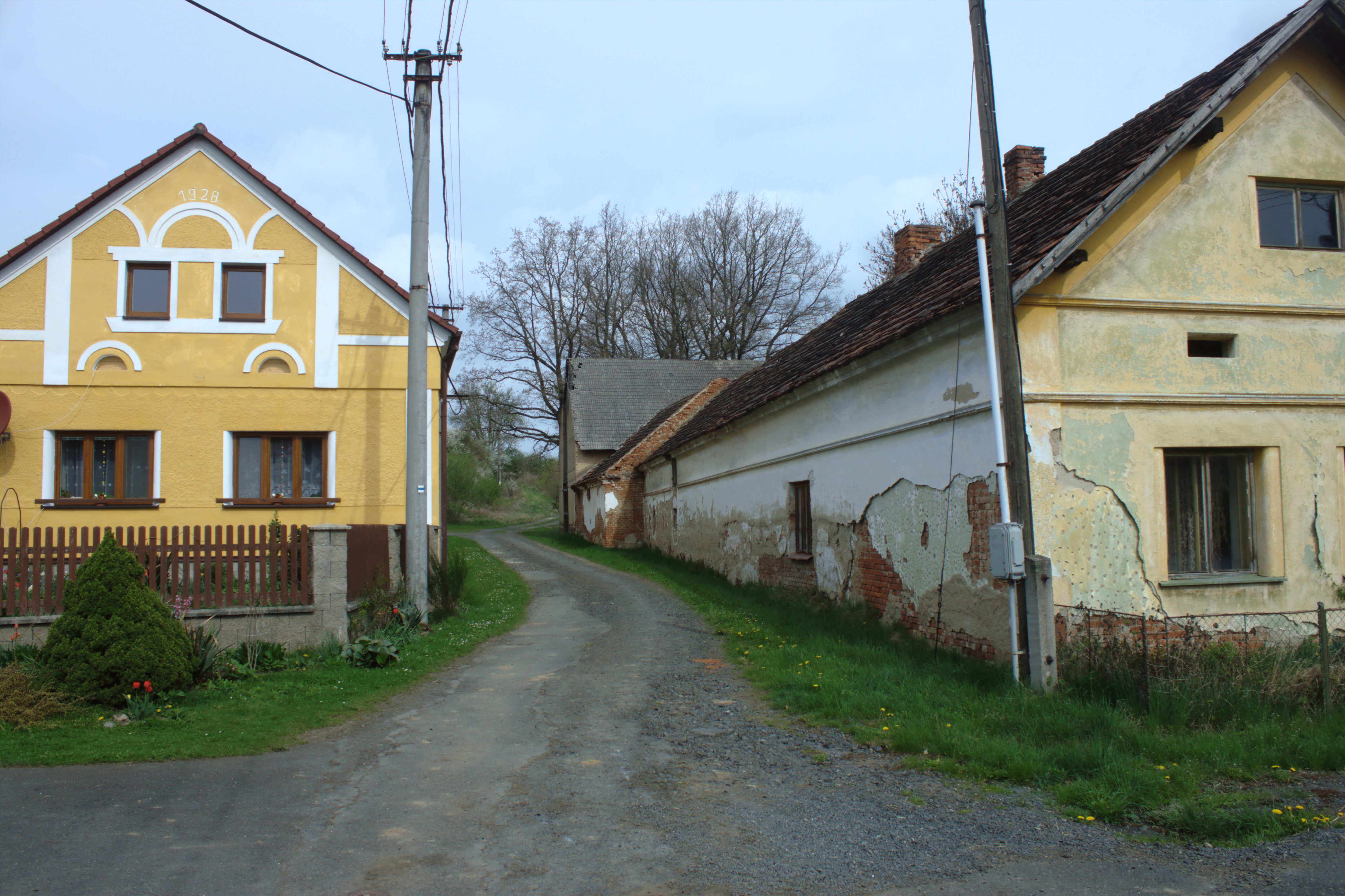
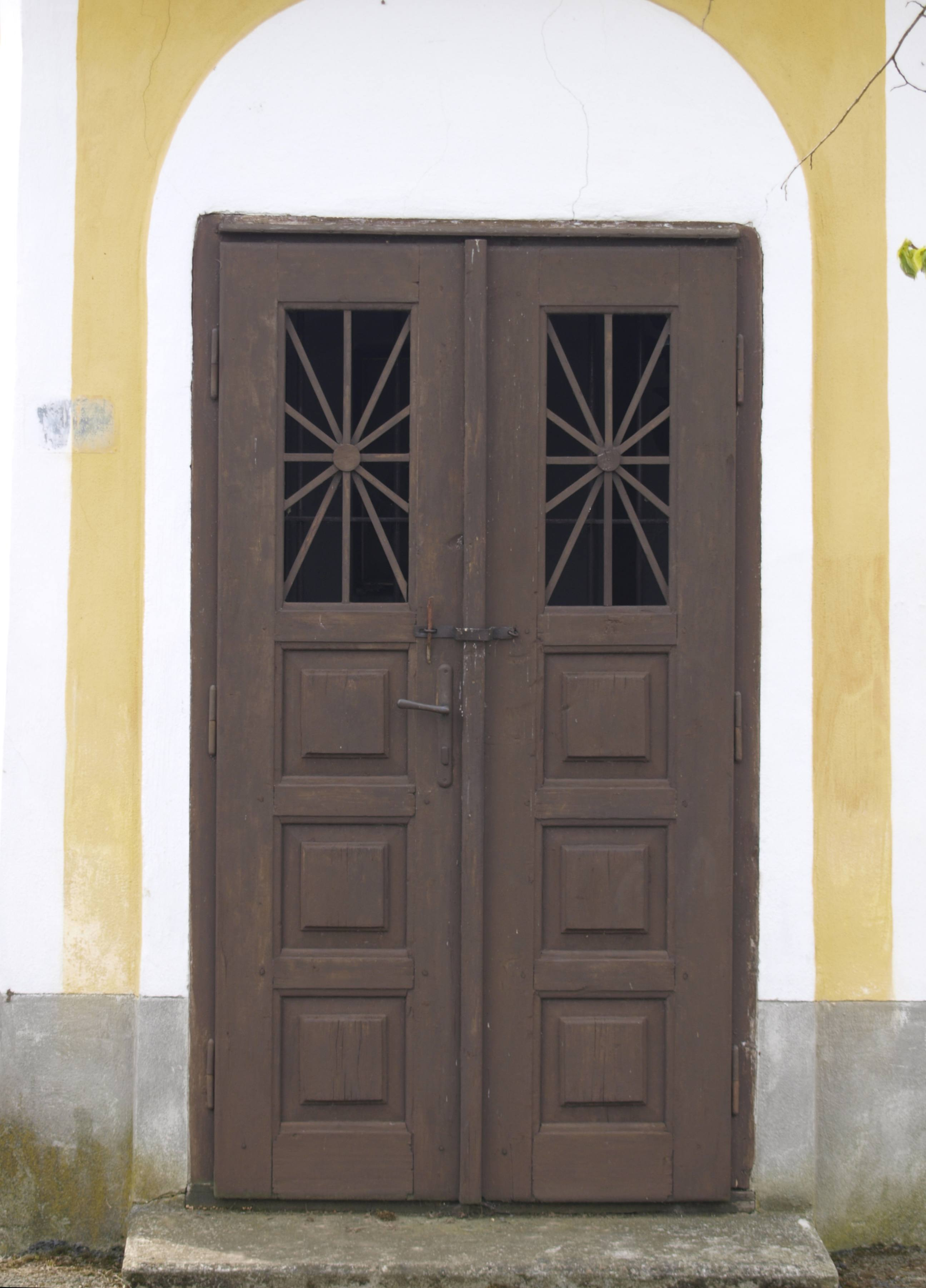
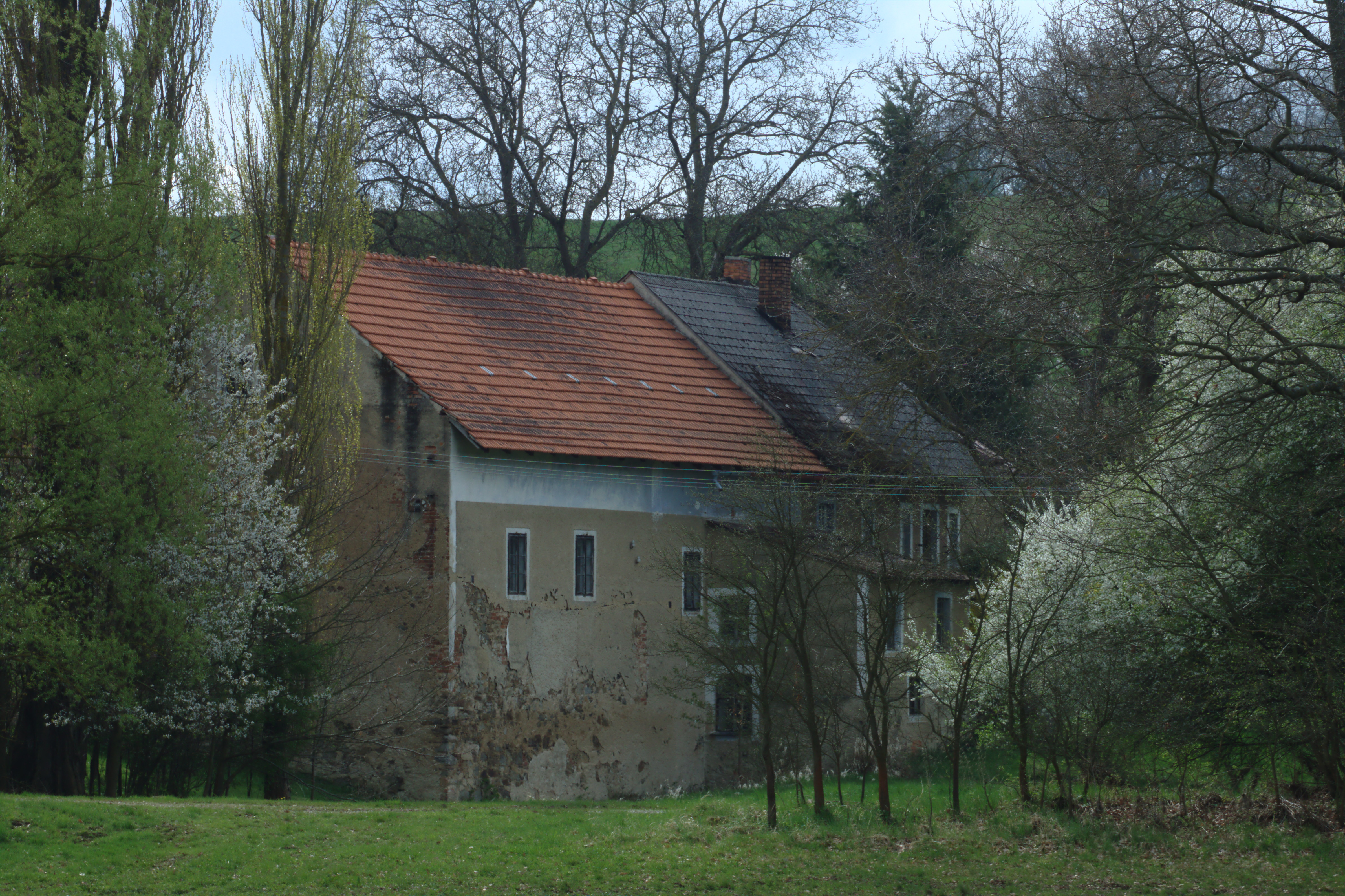